# Primer ordinal no numerable
En matemáticas, el primer ordinal no numerable, tradicionalmente denotado por ω1 o en ocasiones por Ω, es el ordinal más pequeño que al ser considerado como conjunto, no es numerable. Es el supremo de todos los ordinales numerables. Los elementos de ω1 son los ordinales numerables o finitos, de los cuales, no hay una cantidad numerable. El menor de todos los ordinales numerables, sería el primer ordinal infinito ω0 (también escrito ω).
Como cualquier ordinal, según la definición de Von Neumann, ω1 está bien ordenado, con la pertenencia (∈) como relación de orden.
ω1 es un ordinal límite, i.e no hay un ordinal α con α+1=ω1. 
La cardinalidad del conjunto ω1 es el primer cardinal no numerable, es decir, alef uno {\displaystyle \aleph _{1}}. De hecho, en la mayoría de las construcciones ω1 y {\displaystyle \aleph _{1}} son el mismo conjunto.
Cabe señalar que la existencia de ω1 se puede probar sin el axioma de elección (ver número de Hartogs.)

## Propiedades topológicas
Cualquier ordinal puede equiparse de una topología mediante la topología del orden. Cuando se trabaja como espacio topológico, ω1 se denota comúnmente como [0,ω1) para enfatizar que es el espacio consistente de todos los ordinales menores que ω1.
Toda ω-sucesión creciente de elementos de [0,ω1) converge a un límite en [0,ω1). Esto se debe a que la unión (i.e supremo) de todo conjunto contable de ordinales contables, es otro ordinal contable.
El espacio topológico [0,ω1) es secuencialmente compacto pero no compacto. En términos de axiomas de numerabilidad cumple el primer axioma de numerabilidad pero no es separable ni segundo numerable. Como consecuencia, no es metrizable.
EL espacio [0, ω1] = ω1 + 1 es compacto pero no cumple el primer axioma de numerabilidad. ω1 se usa para definir la recta larga, un importante contraejemplo en topología.